# أشفغ أوبك التامكلاوي
الشيخ أشفغ أوبك بن أشفغ مگر التامگلاوي. يبدأ اسمه بكلمة أشفغ أو أتفغ أو أتشفغ وقديما كانت المصادر تكتبها باللام هكذا ألفغ وتعني باللغة الصنهاجية الفقيه أو الشيخ.
عرفأشفغ أوبك بالصلاح وهو الكبير أبو الكرام الكمل وأبو البنات حرز المنزل.

## نسبه
هو اشفغ أوبك بن أشفغ مكر بن أشفغ مغدس بن الحاج أحمد بن الحاج علي بن الحاج محمد بن السبكي التامكلاوي العباسي حيث ينتهي نسبه للخليفة العباسي المقتدر بالله.

## تاريخه
وقد استقر أشفغ أوبك في إكيدي مضارب أولاد ديمان مشتغلا بتدريس القرآن الكريم فكان من أكابر تشمشه القيمين على أمورها العامة ومن أمثلة ذلك ما ذكر محمد اليدالي في كتابه «شيم الزوايا» أن ساس بن دمان بعد انقضاء معركة انتتام سنة 1040ه جاء إلى تشمشة... فاجتمع أكابر تشمشه مثل أتشفغ أوبك التمكلاوي - والكلام لمحمد اليدالي- وسيد الفاللي ولد محمد ولد يديمان وأحمد دوله وغيرهم.
وفي جزء حوادث السنين ورد في مستهل التعريف بلمرابط صلاحي ما نصه: «وقد سكن جده اتشفغ اوبك مع تشمشه وخاصة أولاد ديمان وتسمى أسرتهم بتمكلة وينتسبون إلى العباس بن عبد المطلب بن هاشم».
وفي بداية عهده بالمنطقة تزوج بنت محمد سعيد بن تكدي بن زكرياء بن يداج ولم ينجب منها وتزوج بعدها اعشئذن بنت يعقوب انلل بن يديمان التي أنجب منها اولاده الستة وبناته الأربع وبعد وفاتها تزوج ابنة أخيها تمغدس بنت أحمد شلل (بوميجه) بن يعقوب انلل بن ديمان.
وقد لحق به والده اتشفغ مكر في موطنه الجديد بمنطقة الترارزه فتزوج في المدلش، وقد دفنا عند أغورس.

## البنات حرز المنزل
للشيخ أشفغ أوبك بنات أربعة كان من المعروف لدى الناس أن أسماءهن أمن وحرز للمنزل، وكان أشفغ أوبك يرقّص بناته وهن صغيرات، فكان حين يرقص ابنته «هينيا» يقول: إني أجد ريح الجهاد فأنجبت الإمام ناصر الدين وشقيقه محمد منير الدين.
وحين يرقص ابنته «تنغوس» يقول إني أجد ريح السم فأنجبت له ربيب الأفعى الشيخ حبيب الله المختار الألفغي صاحب رقية السم هو وبنوه قال الشاعر:
وصاحب السم حبيب الله:: فلا تكن عن زوره باللاهي
وحين يرقص ابنته «حنانه» يقول إني أجد ريح القضاء فأنجبت القاضي المختار بن أشفغ موسى وتسلسل القضاء من بعده في عقبه.
وحين يرقّص ابنته «فاطمة» يقول إني أجد ريح الكشف فأنجبت خالنا ابن الفاضل الأبهمي جد العلامة محمد ولد أحمد يورة الذي انترش عن ذكره فكنّى عن ذلك بضيق نظمه، 

## عج بالكبير...
يقول محمد ولد أحمد يورة: 

## وفاته
توفي أشفغ أوبك سنة ودفن بأغورس مع والده أشفغ مكر وفي ذلك يقول المختار بن جنكي في نظمه لمدافن إكيدي: